# Cecina
Cecina é uma comuna italiana da região da Toscana, província de Livorno, com cerca de 26.355 habitantes. Estende-se por uma área de 42 km², tendo uma densidade populacional de 628 hab/km². Faz fronteira com Bibbona, Casale Marittimo (PI), Castellina Marittima (PI), Guardistallo (PI), Montescudaio (PI), Riparbella (PI), Rosignano Marittimo.